# Балје
Балје (њем. Balje) општина је у њемачкој савезној држави Доња Саксонија. Једно је од 40 општинских средишта округа Штаде. Према процјени из 2010. у општини је живјело 1.068 становника. Посједује регионалну шифру (AGS) 3359004.

## Географски и демографски подаци
Балје се налази у савезној држави Доња Саксонија у округу Штаде. Општина се налази на надморској висини од 2 метра. Површина општине износи 58,1 km². У самом мјесту је, према процјени из 2010. године, живјело 1.068 становника. Просјечна густина становништва износи 18 становника/km².